# Regno di Amedeo I di Spagna
Il regno di Amedeo I di Spagna fu il primo tentativo, nella Storia della Spagna, di instaurare una forma di monarchia parlamentare ("monarchia popolare" o "monarchia democratica", come si chiamò all'epoca), anche se si concluse con un clamoroso fallimento e durò solo due anni (dal 2 gennaio 1871, quando fu proclamato, dalle Cortes costituenti, re Amedeo I, al 10 febbraio 1873, quando abdicò).

## Storia

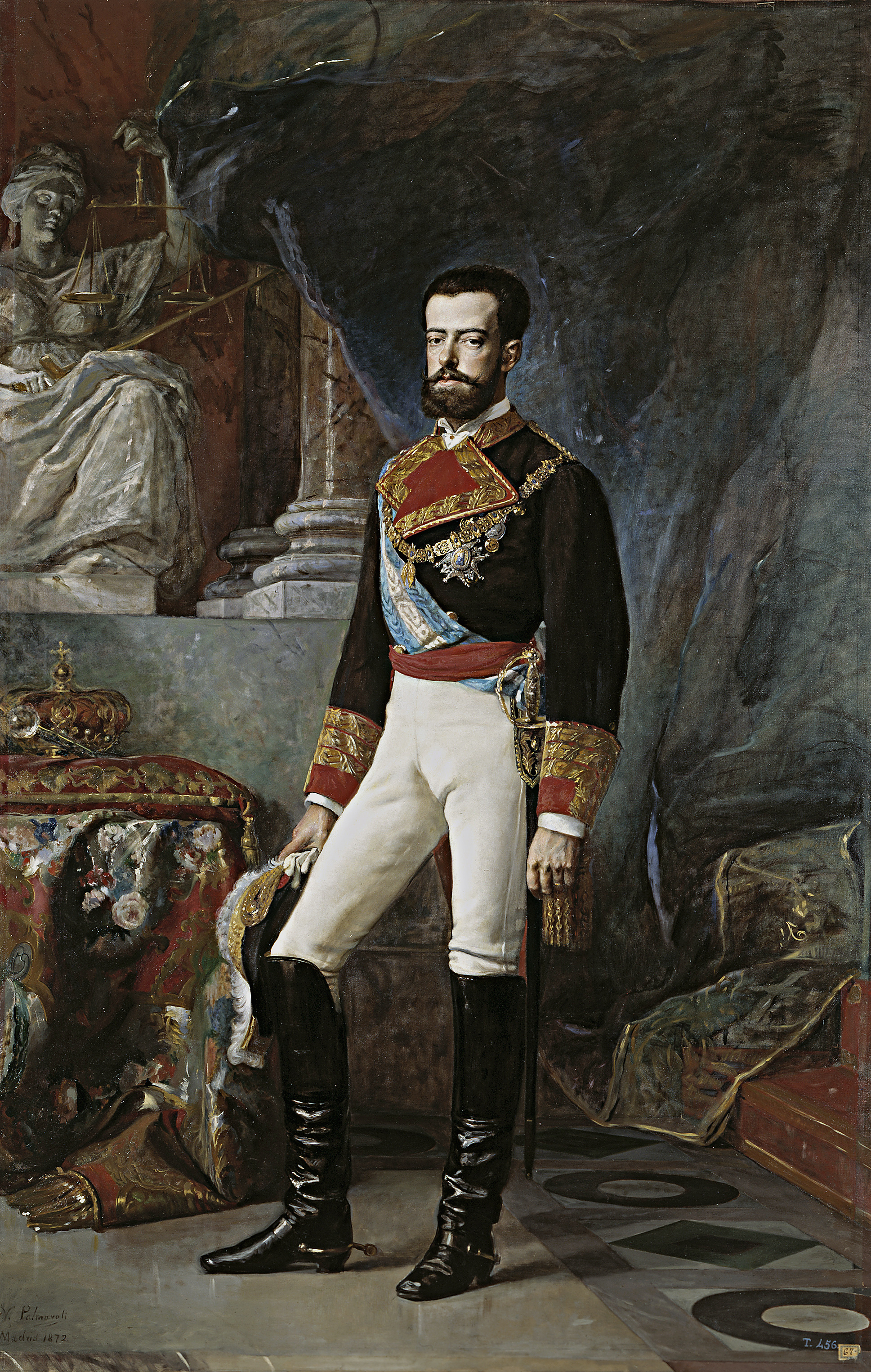
Ritratto di Amedeo I (1872) di Vicente Palmaroli (Museo del Prado).

Tra le ragioni del fallimento viene spesso citato il fatto che il Generale Prim morì a Madrid lo stesso giorno in cui il nuovo re giunse in Spagna, vittima di un attacco avvenuto tre giorni prima. Prim, oltre ad essere il principale sostenitore del nuovo monarca, era il leader del Partito Progressista, la più importante forza politica nella coalizione monarchico-democratica e la cui morte aprì la lotta per la successione tra Práxedes Mateo Sagasta e Manuel Ruiz Zorrilla che alla lunga finì per causare la "decomposizione traumatica" di quella coalizione destinata ad essere il supporto della monarchia amadeista. "Lo svolgimento di tre elezioni generali alle Cortes e la successione di sei gabinetti ministeriali in due anni di regno dimostrano l'instabilità politica del regime". Alla fine, la causa fondamentale del suo fallimento fu, come sottolineò molto tempo dopo la marchesa Victoria López-Cordón, "la diserzione delle [forze] che avrebbero dovuto sostenerlo [che] resero impossibile l'esperienza".
Un'altra ragione fu che la monarchia di Amadeo I non fu in grado di integrare i gruppi politici dell'opposizione che non riconoscevano la legittimità del nuovo re e che continuavano a difendere il proprio progetto politico: la repubblica, la monarchia carlista o la monarchia alfonsina. I repubblicani federali organizzarono diverse insurrezioni armate in Andalusia e in Catalogna, in cui si mescolarono richieste popolari come la distribuzione della terra, l'abolizione delle quinte e le tasse sui consumi, manifestando la mancanza di sostegno tra la gente, che non accettava il nuovo monarca che chiamò beffardamente "Macarronini I" o «Macarrón I».
Da parte loro, i carlisti iniziarono nel 1872 la terza guerra carlista che si estese oltre il sessennio democratico. Guidata dal pretendente Carlo VII, nipote di Carlo Maria Isidro (V, nella successione carlista), mobilitò circa 45.000 uomini armati, e per aumentare il loro sostegno il pretendente restaurò il re catalano, quello aragonese e quello valenziano destituiti il 16 giugno da Filippo V e creò un governo a Estella, embrione di uno stato carlista con consiglio comunale e consigli provinciali organizzati secondo il governo regionale. Promosse le lingue locali e le istituzioni antecedenti al 1700. L'insurrezione ebbe successo in Catalogna, in Navarra, nei Paesi Baschi e in punti isolati dal resto della Spagna. Le truppe carliste controllavano le aree rurali, ma non le città.
Il giorno seguente all'abdicazione di Amedeo I, le Cortes, in una riunione plenaria non prevista dalla Costituzione del 1869, proclamarono la Repubblica l'11 febbraio del 1873.